# بانيالبوفار
بلدية بانيالبوفار (بالإسبانية: Bañalbufar) هي بلدية تقع في منطقة جزر البليار شرق إسبانيا.

## الديموغرافيا
بلغ عدد سكان بلدية بانيالبوفار 592 نسمة عام 2011 (وفقاً للمعهد الوطني للإحصاء الإسباني).
| 520 | 504 | 558 | 568 | 591 | 609 | 592 |